# 根瓦爾湖

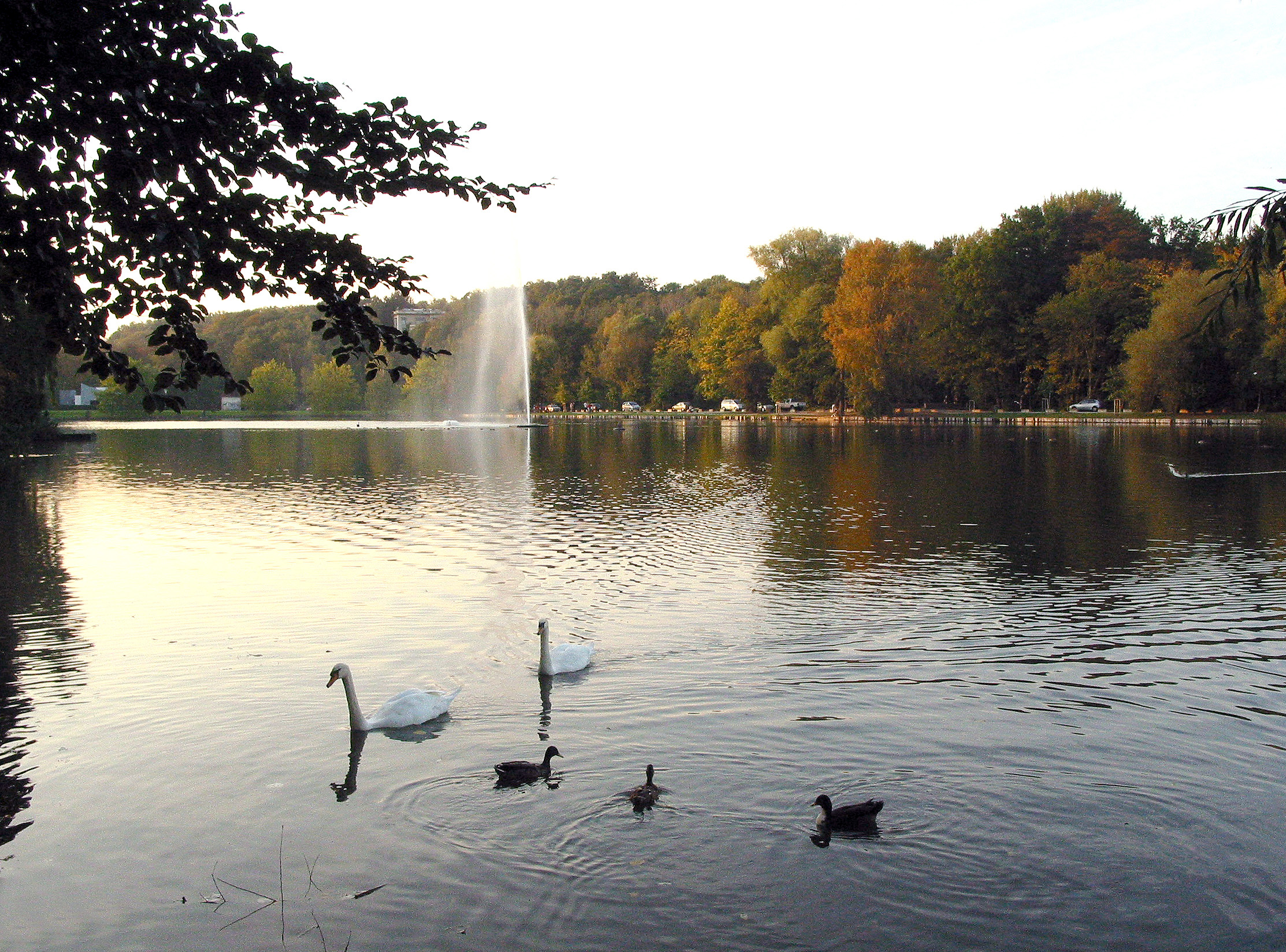

50°43′44″N 04°31′10″E / 50.72889°N 4.51944°E
根瓦爾湖（荷蘭語：Meer van Genval) 是比利時的湖泊，位於該國中部，處於首都布魯塞爾東南面，長1公里、寬0.3公里，面積0.18平方公里，海拔高度55米，湖中有一座島嶼。